# 大和田 (福井市)
大和田（おおわだ）は、福井県福井市の地名。現行行政地名は大和田一丁目及び大和田二丁目。郵便番号は910-0836。隣接して大和田町がある。

## 概要
区画整理事業が行われ、一部が大和田町となっている。市場周辺の区画整理事業にあわせ国道8号沿いと福井北インターチェンジの近くという好立地により2000年頃より大型商業施設が次々建設され、現在では30を越える大型商店及び新聞社や放送局（福井放送）が密集し、「福井の副都心」と言われるようになった。週末にはフェアモール福井を中心に大規模な渋滞が発生する。

## 世帯数と人口
2018年（平成30年）5月1日現在の世帯数と人口は以下の通りである。
| 丁目                 | 世帯数 | 人口 |
| -------------------- | ------ | ---- |
| 大和田一丁目・二丁目 | 56世帯 | 91人 |

## 小・中学校の学区
市立小・中学校に通う場合、学区は以下の通りとなる。
| 丁目         | 番・番地等 | 小学校             | 中学校           |
| ------------ | ---------- | ------------------ | ---------------- |
| 大和田一丁目 | 全域       | 福井市東藤島小学校 | 福井市大東中学校 |
| 大和田二丁目 | 全域       | 福井市東藤島小学校 | 福井市大東中学校 |

## 交通

### 道路
- 国道8号

## 施設
- ニトリ福井店
- アピタ
- フェアモール福井
- 福井コロナワールド
- 福井放送（2001年より使用）